# 李開芳 (崇禎進士)
李開芳（1600年—？），榜名李朝芳，號慎庵，福建漳州府平和縣人，明朝政治人物。

## 生平
崇禎三年（1630年）庚午科福建鄉試第三十一名舉人，十三年（1640年）中式庚辰科會試第一百四十五名，三甲第二百三名進士。刑部觀政，授歙縣知縣，升兵部武庫司主事。

## 家族
曾祖李能香，雷州府通判；祖父李存性；父李日耀，貢生。